# Adrián Lozano
Adrián Lozano Magallanes (Torreón, Coahuila, México; 8 de mayo de 1999), es un futbolista mexicano. Juega como mediocampista y su equipo actual son los Alacranes de Durango de la Segunda División de México.

## Trayectoria
Inició su carrera como jugador de las fuerzas básicas de la categoría sub-13 del Club Santos Laguna en el 2012. En el 2013 subió a la categoría sub-15 y un año después a la sub-17, donde fue subcampeón del torneo Apertura 2014 al perder la final ante el Club de Fútbol Monterrey. Obtuvo el título del torneo Apertura 2015 al derrotar a Pachuca en la final y al siguiente torneo llegó nuevamente a la final contra Pachuca, en donde esta vez perdió. En 2016 comenzó a participar en la categoría sub-20 del equipo y en el torneo Apertura 2017 resultó campeón de la competencia.
El 21 de julio de 2019 debutó en Primera División en un partido de liga ante el Club Deportivo Guadalajara que terminó con un marcador de 3-0 a favor de Santos. El 28 de julio, apenas una semana después de su debut, anotó su primer gol como profesional en la victoria como local de Santos ante Fútbol Club Juárez.

## Selección nacional

### Categorías inferiores
Participó en el Campeonato Sub-20 de la Concacaf de 2018, donde disputó 5 partidos y anotó un gol. México terminó la competencia como subcampeón al ser derrotado en la final por Estados Unidos. Fue convocado para disputar la Copa Mundial de Fútbol Sub-20 de 2019. Tuvo participación en dos partidos y México fue eliminado al perder todos los partidos de la fase de grupos.

### Selección absoluta
El 15 de agosto de 2019 fue llamado por primera vez a la Selección de fútbol de México por Gerardo Martino para una concentración.

## Estadísticas
Actualizado al último partido jugado el 8 de mayo de 2022.
| C. Santos Laguna · México           |               |               |    |   |   |   |   |    |    |   |
| 2ª                                  | 2019-20       | 21            | 2  | 7 | 2 | - | - | 28 | 4  |   |
| 2ª                                  | 2020-21       | 12            | 0  | - | - | - | - | 12 | 0  |   |
| Total club                          | Total club    | 33            | 2  | 7 | 2 | 0 | 0 | 40 | 4  |   |
| C. Atl. de San Luis · México        |               |               |    |   |   |   |   |    |    |   |
| 1ª                                  | 2021-22       | 0             | 0  | - | - | - | - | 0  | 0  |   |
| Total club                          | Total club    | 0             | 0  | 0 | 0 | 0 | 0 | 0  | 0  |   |
| Celaya F. C. · México               |               |               |    |   |   |   |   |    |    |   |
| 2ª                                  | 2022          | 13            | 0  | - | - | - | - | 13 | 0  |   |
| Total club                          | Total club    | 13            | 0  | 0 | 0 | 0 | 0 | 13 | 0  |   |
| Total carrera                       | Total carrera | Total carrera | 46 | 2 | 7 | 2 | 0 | 0  | 53 | 4 |
| (1)Incluye datos de la Copa México. |               |               |    |   |   |   |   |    |    |   |

## Palmarés

### Campeonatos nacionales
| Título                            | Equipo                    | País   | Año    |
| --------------------------------- | ------------------------- | ------ | ------ |
| Primera División de México Sub-17 | Club Santos Laguna Sub-17 | México | A-2015 |
| Primera División de México Sub-20 | Club Santos Laguna Sub-20 | México | A-2017 |
| Primera División de México Sub-20 | Club Santos Laguna Sub-20 | México | A-2019 |